# Tony Wakeford
Anthony Charles "Tony" Wakeford, né le 2 mai 1959 à Woking, comté de Surrey) est un auteur compositeur anglais qui a commencé sous le nom Sol Invictus.
Wakeford vit à Londres et est marié à Renée Rosen, violoniste de Sol Invictus et de L'Orchestre noir.

## Biographie

### Les débuts
Wakeford était bassiste du groupe punk anglais très politisé Crisis de 1977 jusqu'à la cessation du groupe en 1980. Crisis (La crise) a joué de nombreux concerts pour Rock Against Racism (rock contre le racisme) et l'Anti-Nazi League (Ligue anti-nazi) reflétant son appartenance au Socialist Workers Party. Wakeford a été brièvement membre de The Runners From 84, un groupe créé par Patrick Leagas. 
Wakeford crée ensuite le groupe Death in June avec le guitariste de Crisis Douglas Pearce et Patrick Leagas. Après enregistrement de l'album Burial en 1984, Wakeford est écarté du groupe à cause de différends musicaux et son appartenance, à l'époque, au British National Front. Wakeford s'est depuis éloigné de toute idée extrémiste et a d'ailleurs épousé une femme juive, Renée Rosen. Il s'est clairement expliqué à ce sujet sur le site de son label en février 2007. Malgré tout, Wakeford est resté en bons termes avec Pearce et Leagas, apparaissant sur scène avec eux par la suite.
Après son expérience dans Death in June, il forme le groupe Above The Ruins qui enregistre un album, Songs of the Wolf, en 1986.

### Sol Invictus
Pour des informations sur le premier groupe de Tony Wakeford, consultez Sol Invictus.

### Tursa
Pour des informations sur le label de Tony Wakeford, consultez Tursa.

### Projets musicaux secondaires
Wakeford a toujours été la principale force de Sol Invictus. Il a également composé de la musique d'influence classique hors du cadre de Sol Invictus. Il a ensuite introduit les concepts de transformation dans le terrain familier de son groupe principal. Il a formé L'Orchestre Noir dans le milieu des années 1990 afin d'explorer le classique et composition de bande originale. En 2006, Wakeford change la direction et le nom de son projet qui devient Orchestra Noir. Au début des années 1990, une collaboration avec Steven Stapleton a également conduit à des enregistrements de musiques très expérimentales radicalement éloignées de Sol Invictus. Il a aussi joué de la basse, de la guitare et des claviers sur un certain nombre d'albums studio de Current 93 et est aussi apparu avec eux en concert. Cette approche plus expérimentale face à son travail peut aussi être écoutée dans les deux albums (Cups in Cupboard et A Sandwich Short) qu'il a enregistré en collaboration avec Andrew Liles de Nurse With Wound sous le nom de The Wardrobe.

### Néofolk
Bien qu'il qualifie généralement son propre travail pour Sol Invictus de folk noir, Wakeford a longtemps joué un rôle dans la scène néofolk qui continue de s'épanouir à travers l'Europe. Il a contribué à son développement, non seulement par l'influence musicale[Quoi ?], l'édition papier[Quoi ?] (ON - The World And Everything In It (1996)) et les divers disques sortis sur son label Tursa, mais aussi en jouant sur scène lors de concerts avec diverses formations qu'il a influencées par Sol Invictus[Quoi ?] ou son précédent travail avec Death In June.

## Collaborations, performances en tant qu'invité et sorties solo
Pour des informations discographiques sur Sol Invictus, consultez la page du groupe.
| Année | Titre                                       | Artiste                                     | Format, infos                                                                 |
| ----- | ------------------------------------------- | ------------------------------------------- | ----------------------------------------------------------------------------- |
| 1986  | Songs of the Wolf                           | Above the Ruins                             | Cassette/CD                                                                   |
| 1987  | Imperium                                    | Current 93                                  | LP (réédition CD, 2001)                                                       |
| 1987  | Christ and the Pale Queens Mighty in Sorrow | Current 93                                  | 2xLP (réédition CD, 1994)                                                     |
| 1988  | Earth Covers Earth                          | Current 93                                  | LP (réédition CD, 1992) (réédition LP limitée, 2005)                          |
| 1989  | Music, Martinis and Misanthopy              | Boyd Rice and Friends                       | LP/CD                                                                         |
| 1989  | Cooloorta Moon                              | Nurse With Wound                            | 12"                                                                           |
| 1989  | Crooked Crosses for the Nodding God         | Current 93                                  | CD                                                                            |
| 1990  | Looney Runes                                | Current 93                                  | LP, CD 1992                                                                   |
| 1990  | Horse                                       | Current 93                                  | LP (réédition CD comme Horsey avec des chansons bonus ou retravaillées, 1997) |
| 1991  | Creakiness                                  | Nurse With Wound/Spasm                      | 12"                                                                           |
| 1992  | Nurse With Wound                            | Soresucker                                  | 12"/CD                                                                        |
| 1992  | Revenge of the Selfish Shellfish            | Wakeford/Stapleton                          | CD                                                                            |
| 1993  | La Croix                                    | Tony Wakeford                               | CD                                                                            |
| 1994  | Above us the Sun                            | Tony Wakeford                               | CD                                                                            |
| 1996  | Cantos                                      | L'Orchestre Noir                            | CD                                                                            |
| 1998  | Autumn Calls                                | Wakeford/Tor Lundvall                       | CD                                                                            |
| 1998  | Eleven                                      | L'Orchestre Noir                            | CD                                                                            |
| 1998  | Believe Me                                  | Tony Wakeford                               | CD                                                                            |
| 2000  | Three Nine                                  | Howden/Wakeford                             | CD                                                                            |
| 2003  | Wormwood                                    | Howden/Wakeford                             | CD                                                                            |
| 2004  | The Murky Brine                             | HaWthorn (Howden/Wakeford)                  | CD                                                                            |
| 2005  | Cups in Cupboard                            | The Wardrobe (Andrew Liles & Tony Wakeford) | CD                                                                            |
| 2006  | A Sandwich Short                            | The Wardrobe (Andrew Liles & Tony Wakeford) | CD                                                                            |
| 2007  | Into The Woods                              | Tony Wakeford                               | CD                                                                            |
| 2008  | Not All Of Me Will Die                      | Tony Wakeford                               | CD sorti par le label The Eastern Front, Israël                               |
| 2008  | Marble Heart                                | Grey Force Wakeford                         | CD - Athanor                                                                  |